# Rawghlie Clement Stanford
Rawghlie Clement Stanford (2 de agosto de 1879 - 15 de dezembro de 1963) foi um político norte-americano que foi governador do estado norte-americano do Arizona, no período de 1937 a 1939, pelo Partido Democrata.